# فیات سی‌آر.۱
فیات سی‌آر. ۱ (به انگلیسی: Fiat_CR.1) یک هواگرد ملخ‌پیشین تک‌موتوره از نوع جنگنده ساخت شرکت Fiat است. این هواگرد در سال ۱۹۲۴ میلادی رسماً معرفی گردید. در مجموع، تعداد ۲۴۰ فروند از این هواگرد ساخته شده‌است.
طراح این هواگرد، Celestino Rosatelli بود.